# Merodon festae
Merodon festae är en tvåvingeart som först beskrevs av Mario Bezzi 1924.  Merodon festae ingår i släktet narcissblomflugor, och familjen blomflugor.
Artens utbredningsområde är Libya. Inga underarter finns listade i Catalogue of Life.